# RAB40AL
RAB40AL (англ. RAB40A like) – білок, який кодується однойменним геном, розташованим у людей на довгому плечі X-хромосоми. Довжина поліпептидного ланцюга білка становить 278 амінокислот, а молекулярна маса — 31 239.
| 10         |  | 20         |  | 30         |  | 40         |  | 50         |
| ---------- |  | ---------- |  | ---------- |  | ---------- |  | ---------- |
| MSAPGSPDQA |  | YDFLLKFLLV |  | GDRDVGKSEI |  | LESLQDGTAE |  | SPYSHLGGID |
| YKTTTILLDG |  | QRVKLKLWDT |  | SGQGRFCTIF |  | RSYSRGAQGV |  | ILVYDIANRW |
| SFEGMDRWIK |  | KIEEHAPGVP |  | KILVGNRLHL |  | AFKRQVPREQ |  | AQAYAERLGV |
| TFFEVSPLCN |  | FNIIESFTEL |  | ARIVLLRHRL |  | NWLGRPSKVL |  | SLQDLCCRTI |
| VSCTPVHLVD |  | KLPLPIALRS |  | HLKSFSMAKG |  | LNARMMRGLS |  | YSLTTSSTHK |
| RSSLCKVKIV |  | CPPQSPPKNC |  | TRNSCKIS   |  |            |  |            |

A: Аланін

C: Цистеїн

D: Аспарагінова кислота

E: Глутамінова кислота

F: Фенілаланін

G: Гліцин

H: Гістидин

I: Ізолейцин

K: Лізин

L: Лейцин

M: Метіонін

N: Аспарагін

P: Пролін

Q: Глутамін

R: Аргінін

S: Серин

T: Треонін

V: Валін

W: Триптофан

Кодований геном білок за функцією належить до ліпопротеїнів. 
Задіяний у такому біологічному процесі, як убіквітинування білків. 
Білок має сайт для зв'язування з нуклеотидами, ГТФ. 
Локалізований у цитоплазмі, мембрані, мітохондрії.